# UFO Magazine
UFO Magazine é uma revista americana que aborda temas extraterrestres, como Objectos voadores não identificados (OVNIs) e vida extraterrestre. Foi fundada em  1986 por Vicki Cooper e Sherrie Stark, e é actualmente editada por Nancy Birnes. 